# 静岡大学法経短期大学部
静岡大学法経短期大学部（しずおかだいがくほうけいたんきだいがくぶ、英語: Shizuoka University Junior College of Law and Economics）は、静岡県静岡市大谷836に本部を置いていた日本の国立大学である。1952年に設置され、1999年に廃止された。大学の略称は静大法短。

## 概要

### 大学全体
- 静岡県静岡市[注 1]に所在した日本の日本の国立短期大学で、併設元は静岡大学文理学部のち人文学部。
- 静岡県を設置主体に静岡法経短期大学として学科数1、入学定員200名体制で1952年に開学。1955年に静岡大学に併設されて国立短期大学となった[1]。
- 1995年度の入学生を最後に[注釈 2]、1999年に短期大学としての使命を終える[4]。

### 教育および研究
- 静岡大学法経短期大学部は、学科名から法律と経済に関する専門科目が一つの学科に置かれていたものとみられる。

### 学風および特色
- 静岡大学法経短期大学部は、勤労の傍らで学問に勤しむ人々に対する教育を行うことのねらいから夜間部のみが設置されていた[5]。
- 公立から国立に移管された唯一の短期大学でもある。
- 合宿研修やスポーツ大会のほか懇親会が行われていた[6]。
- カナダにある大学への留学制度があった[6]。
- 静岡大学自治会は基本的に民青同系の「全日本学生自治会総連合」加盟であったが、法短のみ中核派が存在していた。

## 沿革
- 1952年
  - 4月1日 静岡県立静岡法経短期大学（しずおかけんりつしずおかほうけいたんきだいがく）として以下の学科体制にて開学する[注 3]。
    - 法経科第二部を置く 入学定員200名 修業年限2年制
- 1954年 学生数[8]/定員
  - 法経科 399[注 4]/400
- 同
  - 10月16日 文部省告示第94号により位置の変更が行われる[9]。
- 1955年
  - 7月1日 公立から国立に移管され静岡大学法経短期大学部となり、以下の通り変更される[10]。
    - 法経学科第二部
      - 修業年限2年制→3年制
      - 入学定員200名→160名
- 1957年
  - 4月18日 左記を以て旧来の静岡県立静岡法経短期大学を正式に廃止する[11]。
- 1958年
  - 5月1日 学生数[12]/定員
    - 法経学科第二部 456[注 5]
- 1995年
  - 4月1日 最後の学生募集となる。
  - 5月1日 学生数[13]/定員
    - 法経学科 475[注 6]/480
- 1996年
  - 5月1日 学生数[14]/定員
    - 法経学科 310[注 7]/320
- 1997年
  - 5月1日 学生数[15]/定員
    - 法経学科 134[注 8]/160
- 1998年
  - 5月1日 学生数[16]/定員
    - 法経学科 男10/-
- 1999年
  - 3月31日 左記を以て正式に廃止となる[4]。

## 基礎データ

### 所在地
- 静岡県静岡市駿河区大谷836[注釈 1]

### 象徴
- 静岡大学法経短期大学部のカレッジマークは静岡大学と同様に、富士山の絵が描かれていた[17]。

## 教育および研究

### 組織

#### 学科

##### 静岡法経短期大学
- 法経科第二部 入学定員200名[注 9]

##### 静岡大学法経短期大学部
- 法経学科第二部 入学定員160名[注 10]

#### 専攻科
- なし

#### 別科
- なし

#### 取得資格について
- 教職課程として中学校教諭二種免許状（社会）が設けられていた[17]。

### 研究
- 『法経論叢』が発行されていた[注 11]。

## 大学関係者と組織

### 大学関係者一覧

#### 大学関係者
歴代学長
- 大杉繁
- 渡辺寧
- 加藤一夫

## 施設

### キャンパス
- 静岡大学人文学部とキャンパスを共同使用していた他、現在は取り壊されたが２階建の所謂「法短校舎」を使用していた。

## 対外関係

### 系列校
- 静岡大学
- 静岡大学工業短期大学部

## 卒業後の進路について

### 就職について
- 学生の大半は勤労学生だったが、一般企業や公務員に就く人もいた。教職課程があったことからも、教育職員に就いた人もいたものとみられる。

### 編入学･進学実績
- 静岡大学人文学部への編入学制度があった。